# Anaxagora
Anaxagora (greacă: Αναξαγόρας, "stăpânul adunării") (c. 500 î.Hr.– 428 î.Hr.) sau Anaxagoras a fost filozof grec presocratic. A fost membru a ceea ce astăzi numim Școala Ioniană de filozofie.

## Biografie
Originar din Ionia, Anaxagora s-a stabilit în 460 î.Hr. la Atena.
Aici se remarcă în studiul filozofiei prin cunoștințele sale enciclopedice (matematică, astronomie, științele naturii) și profunzimea spiritului astfel obținând un loc de frunte în societatea epocii.
Anaxagora era contemporan cu Zenon, unul din prietenii apropiați ai lui Pericle și Euripide exercitând o sensibilă influență asupra tânărului Socrate.
Gândirea sa materialistă avea să fie speculată de adversarii politici ai lui Pericle, prin acuzații de impietate (asebeia) față de zei, obligându-l în 434 î.Hr./433 î.Hr. să se exileze la Lampsakos, unde a decedat.

## Contribuții
Anaxagora credea în divizibilitatea infinită a materiei și indestructibilitatea acesteia și a negat existența vidului.
A fost preocupat de originea lucrurilor și de geneza Universului. Potrivit concepției sale, Universul este alcătuit din mici particule, eterne, antrenate într-o mișcare haotică (Aristotel le-a numit homoiomeriai). În viziunea sa, aceste elemente primordiale se aflau la început în neorânduială. Impulsul mișcării, principiul motor care a ordonat toate aceste particule printr-un proces centrifug, în urma căruia a luat naștere universul, a fost denumit de Anaxagora nous (rațiune, spirit).
Anaxagora a încercat să explice rațional fenomenele astronomice din natură. El a negat existența zeilor, considera soarele ca o masă de metal incandescent, aștrii sunt asemenea pământului.
A reușit să explice apariția meteoriților și formarea eclipselor de Soare, arătând că nu au nimic divin  și că provin din cauze naturale.

## Scrieri
În jurul anului 437 î.Hr., pe când se afla în exil, Anaxagora a scris o lucrare despre cuadratura cercului, dar care nu a supraviețuit timpului.
A mai scris o lucrare despre filosofia naturală, de mare importanță în istoria antichității.
Învățătura sa, care îmbină filosofia ioniană cu ontologia lui Parmenide, a fost expusă în lucrarea "Despre natură" (Peri physeos). Scrierile lui Anaxagora, din care s-au păstrat câteva fragmente, aveau o largă circulație în sec. 5-4 î.Hr., influențând filosofia lui Platon și a lui Aristotel.

## Posteritatea
Pentru felul în care vedea fenomenele cerești, Anaxagora a fost considerat ca precursor al lui Laplace și Newton.
Anaxagoras a combătut filozofia lui Empedocle, dar a fost la rându-i criticat de Hegel.